# 马茨来恩斯多夫新教公墓
马茨来恩斯多夫新教公墓（德語：Evangelischer Friedhof Matzleinsdorf）是一座历史悠久的新教公墓，位于奥地利首都维也纳的Favoriten区。
维也纳的新教徒原无自己的墓地，只能葬在天主教公墓。1856年5月，皇帝弗朗茨·约瑟夫一世允许其他教派建立自己的墓地。新教徒在马茨来恩斯多夫获得一块土地，1858年5月7日，马茨来恩斯多夫新教公墓开放，1860年9月27日，基督礼拜堂（Christuskirche）建成。

## 图片

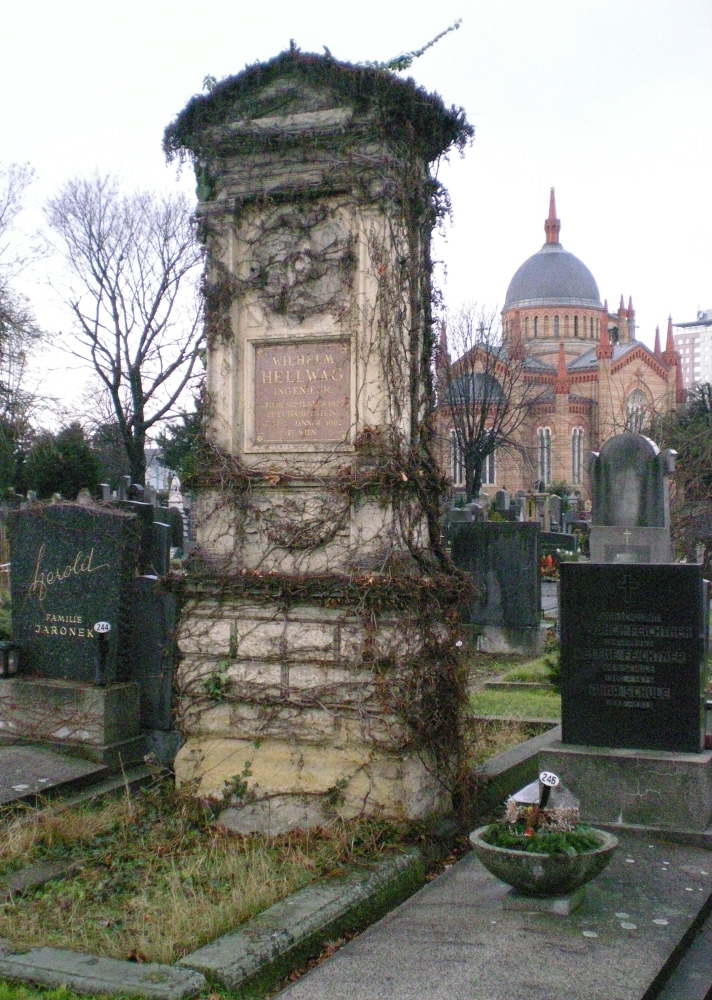
马茨来恩斯多夫新教公墓
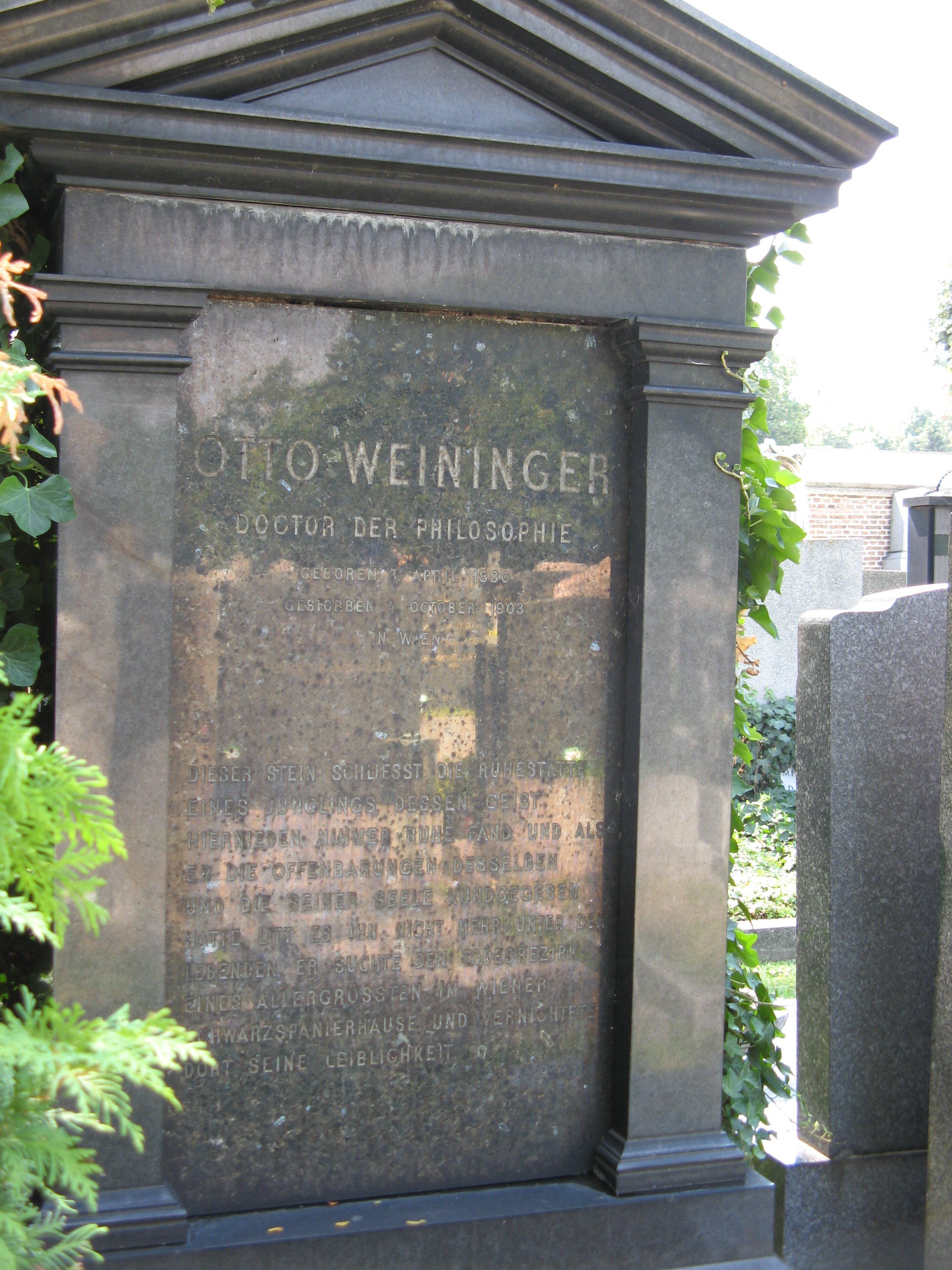
Grave of Otto Weininger
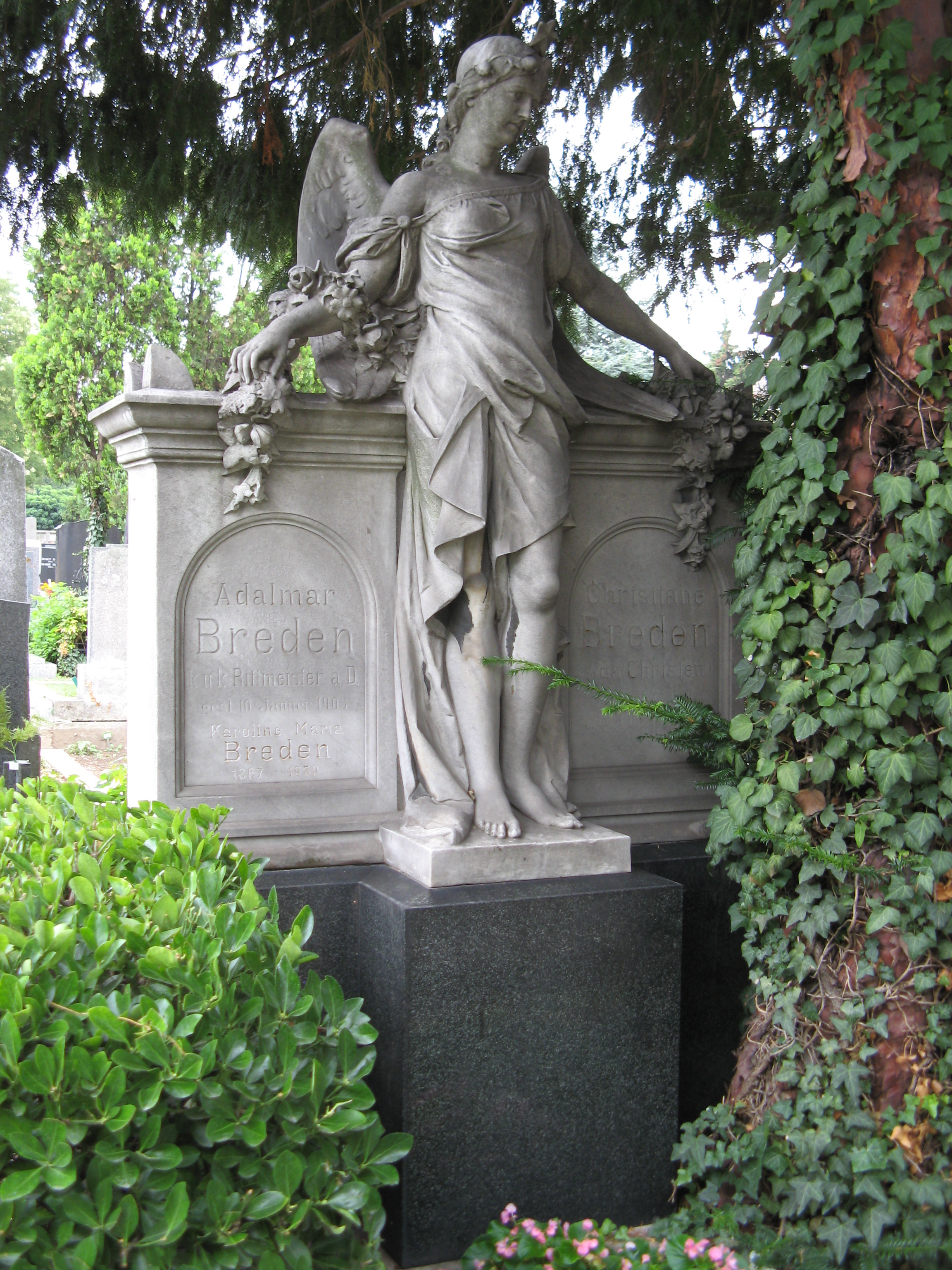
Grave of Ada Christen